# Mysmenidae
Mysmenidae zijn een familie van spinnen. De familie telt 23 beschreven geslachten en 131 soorten.
De enige vertegenwoordiger uit deze familie die in Nederland voorkomt is Microdipoena jobi.

## Geslachten
- Anjouanella Baert, 1986
- Brasilionata Wunderlich, 1995
- Calodipoena Gertsch & Davis, 1936
- Calomyspoena Baert & Maelfait, 1983
- Chanea Miller, Griswold & Yin, 2009
- Gaoligonga Miller, Griswold & Yin, 2009
- Iardinis Simon, 1899
- Isela Griswold, 1985
- Itapua Baert, 1984
- Kekenboschiella Baert, 1982
- Kilifina Baert & Murphy, 1992
- Leviola Miller, 1970
- Maymena Gertsch, 1960
- Microdipoena Banks, 1895
- Mosu Miller, Griswold & Yin, 2009
- Mysmena Simon, 1894
- Mysmenella Brignoli, 1980
- Mysmeniola Thaler, 1995
- Mysmenopsis Simon, 1897
- Phricotelus Simon, 1895
- Simaoa Miller, Griswold & Yin, 2009
- Tamasesia Marples, 1955
- Trogloneta Simon, 1922

## Taxonomie
Voor een overzicht van de geslachten en soorten behorende tot de familie zie de lijst van Mysmenidae.